# Robert Silverberg
Robert Silverberg (Brooklyn, New York, 1935. január 15. –) amerikai Hugo- és Nebula-díjas sci-fi-író.

## Életrajz
- A Columbia Egyetemen diplomázott 1965-ben angol irodalomból.

## Pályafutása

### Művei

#### Regényei
- Revolt on Alpha C (1955)
- The Thirteenth Immortal (1956)
- Master of Life and Death (1957)
- The Shrouded Planet (1957) (Randall Garrett-tel közösen)
- Collision Course (1958)
- Invaders from Earth (1958)
- Aliens from Space (1958) (David Osborne-nal)
- Invisible Barriers (1958) (David Osborne-nal)
- Starman's Quest (1958)
- The Dawning Light (1959) (Randall Garrett-tel közösen)
- Lost Race of Mars (1960)
- The Seed of Earth (1962)
- Recalled To Life (1962)
- The Silent Invaders (1963)
- Regan's Planet (1964)
- Conquerors from the Darkness (1965)
- The Gate of Worlds (1967)
- Planet of Death (1967)
- Thorns (1967)
- Those Who Watch (1967)
- The Time Hoppers (1967)
- To Open the Sky (1967)
- World's Fair 1992 (1968)
- The Man in the Maze (1968)
- Hawksbill Station (1968)
- The Masks of Time (Vendég a jövőből) (1968)
- Downward to the Earth (1969)
- Across a Billion Years (1969)
- Nightwings (Éjszárnyak) (1969)
- Three Survived (1969)
- To Live Again (1969)
- Up the Line (1969)
- Tower of Glass (Üvegtorony) (1970)
- Son of Man (1971)
- The Second Trip (1971)
- The World Inside (1971)
- A Time of Changes (1971)
- The Book of Skulls (1972)
- Dying Inside (1972)
- The Stochastic Man (Jövőlátó ember) (1975)
- Shadrach in the Furnace (1976)
- Lord Valentine's Castle (Lord Valentine kastélya) (1980)
- Majipoor Chronicles (Majipoor krónikái) (1982)
- Valentine Pontifex (1983)
- Lord of Darkness (1983)
- Gilgamesh the King (1984)
- Sailing to Byzantium (1984) (novella)
- Tom O'Bedlam (1985)
- Star of Gypsies (1986)
- At Winter's End (1988)
- The New Springtime (1990)
- To the Land of the Living (1990)
- Nightfall (Leszáll az éj) (1990) (Isaac Asimovval)
- Thebes of the Hundred Gates (1991)
- The Face of the Waters (1991)
- The Ugly Little Boy (Az idő gyermeke) (1992) (Isaac Asimovval)
- Kingdoms of the Wall (1992)
- The Positronic Man (A pozitron-ember) (1992) (Isaac Asimovval)
- Hot Sky at Midnight (1994)
- The Mountains of Majipoor (1995)
- Starborne (1996)
- The Alien Years (1997)
- Sorcerers of Majipoor (1997)
- Lord Prestimion (1999)
- The King of Dreams (2001)
- The Longest Way Home (2002)
- Roma Eterna (2003)

## Magyarul
- Lord Valentine kastélya; ford. Nemes István; Zrínyi Ny., Bp., 1990 (Griff könyvek)
- Isaac Asimov–Robert Silverberg: A pozitron-ember. Az emberré válás ára; ford. Baranyi Gyula; Cédrus, Bp., 1993 (A sci-fi klasszikusai)
- Isaac Asimov–Robert Silverberg: Leszáll az éj; ford. Béresi Csilla; Valhalla Páholy, Bp., 1993
- Jövőlátó ember; ford. Szilágyi N. Erzsébet; Móra, Bp., 1993
- Éjszárnyak; ford. Nemes István; Phoenix, Debrecen, 1993 (Phoenix fantasy)
- Új kolónia; ford. Kornya Zsolt, Nemes István; Hajja, Debrecen, 1994 (Science fiction & fantasy)
- Isaac Asimov–Robert Silverberg: Az idő gyermeke; ford. Nemes Ernő; Cédrus–Szukits, Bp.–Szeged, 1995 (A sci-fi klasszikusai)
- Üvegtorony; ford. Hoppán Eszter; Valhalla Páholy, Bp., 1996
- Vendég a jövőből; ford. Erdő Orsolya, Nemes Judit; Aquila–Cherubion, Debrecen, 1999 (Galaxis sf könyvek)
- Majipoor: A Hetedik Szentély; ford. Nemes István; in: Legendák 2.; szerk. Robert Silverberg; Szukits, Szeged, 2001
- Majipoor krónikái; ford. Juhász Viktor; Metropolis Media, Bp., 2009 (Galaktika fantasztikus könyvek)
- Lord Valentine kastélya; ford. Nemes István; 2. átdolg. kiad.; Metropolis Media, Bp., 2009 (Galaktika fantasztikus könyvek)
- Valentine, Napkirály; ford. Nemes István; Metropolis Media, Bp., 2010 (Galaktika fantasztikus könyvek)